# 99262 Bleustein
99262 Bleustein è un asteroide della fascia principale. Scoperto nel 2001, presenta un'orbita caratterizzata da un semiasse maggiore pari a 3,0952188 UA e da un'eccentricità di 0,0786931, inclinata di 11,30580° rispetto all'eclittica.
L'asteroide è dedicato al mecenate francese Marcel Bleustein-Blanchet, una cui borsa di studio venne assegnata allo scopritore.